# Wildwasserrennsport-Weltmeisterschaften 1979
1979 fanden die Weltmeisterschaften im Kanu-Wildwasserrennsport im kanadischen Desbiens auf dem Métabetchouane statt. Es fanden keine Wettbewerbe im C2-Mixed statt.

## Ergebnisse

### Nationenwertung
| Platz  | Land                   | Gold | Silber | Bronze | Gesamt |
| ------ | ---------------------- | ---- | ------ | ------ | ------ |
| 1      | Frankreich             | 5    | 2      | 2      | 9      |
| 2      | BR Deutschland         | 1    | 3      | 2      | 6      |
| 3      | Vereinigte Staaten     | 1    | 1      | –      | 2      |
| 4      | Belgien                | 1    | –      | –      | 1      |
| 5      | Vereinigtes Königreich | –    | 1      | 2      | 3      |
|        | Schweiz                | –    | 1      | 2      | 3      |
| Gesamt | Gesamt                 | 8    | 8      | 8      | 24     |